# Liriomyza montana
Liriomyza montana är en tvåvingeart som beskrevs av Sehgal 1968. Liriomyza montana ingår i släktet Liriomyza och familjen minerarflugor.
Artens utbredningsområde är Alberta. Inga underarter finns listade i Catalogue of Life.